# Маяк (поїзд № 116/136/112/115/135/111)
«Маяк» — двогрупний нічний швидкий фірмовий пасажирський поїзд № 116/115-136/135-112/111 сполученням Київ — Бердянськ / Авдіївка.
Протяжність маршруту руху складає 880 км до Бердянська та 787 км — до Авдіївки. На даний поїзд є можливість придбати електронний квиток.

## Історія
Поїзд курсує з 25 березня 2018 року. Саме в цей день зі станції Київ-Пасажирський відправився у перший рейс нічний швидкий поїзд під № 226/225—246/245 сполученням Київ — Бердянськ / Покровськ.
З введенням нового розкладу руху поїздів на 2018/2019 роки, з 9 грудня 2018 року курсує під № 116/115—136/135. З 2019 року поїзд отримав іменну назву — «Маяк».
З введенням розкладу руху поїздів на 2020/2021 роки, з 13 грудня 2020 року «Укрзалізниця» подовжила маршрут руху поїзда № 136/135 від станції Покровськ до станції Авдіївка, що розташована поблизу лінії розмежування на Донбасі. У свій перший рейс за новим маршрутом поїзд вирушив зі станції Київ-Пасажирський о 19:19.
З 28 по 30 серпня через обстріли з и бойовиків з непідконтрольної уряду України території ОРДО поїзд № 136/135 було скорочено до станції Покровськ.
З 12 грудня 2021 року призначений ще один поїзд під № 112/111 до Авдіївки, що прямує через станцію Новомосковськ-Дніпровський (через день).
1 березня 2022 року, після обстрілів російськими окупантами, в ході вторгнення в Україну, був зруйнований залізничний міст через річку Карачокрак, на північній околиці міста у Василівка. В результаті руйнування залізничного мосту сполучення поїздами з півднем Запорізької області було припинено.

## Інформація про курсування
Нічний швидкий поїзд курсує цілий рік, щоденно. На маршруті прямування здійснює зупинки на 20 проміжних станціях до Бердянська та 16 до Авдіївки. Тривалі зупинки поїзда  на станціях Імені Тараса Шевченка (при прямуванні з Києва), П'ятихатки-Стикова (технічна зупинка в обох напрямках, зміна родів струму), Дніпро-Головний (об'єднання/роз'єднання групи вагонів), Запоріжжя I (зміна напрямку руху), Пологи.
| Розклад руху поїзда «Маяк» на 2020/2021 (з 13.12.2020) | Розклад руху поїзда «Маяк» на 2020/2021 (з 13.12.2020) | Розклад руху поїзда «Маяк» на 2020/2021 (з 13.12.2020) | Розклад руху поїзда «Маяк» на 2020/2021 (з 13.12.2020) | Розклад руху поїзда «Маяк» на 2020/2021 (з 13.12.2020) |
| Час прибуття                                           | Час відправлення                                       | Станція                                                | Час прибуття                                           | Час відправлення                                       |
| ------------------------------------------------------ | ------------------------------------------------------ | ------------------------------------------------------ | ------------------------------------------------------ | ------------------------------------------------------ |
| —                                                      | 19:19                                                  | Київ                                                   | 11:04                                                  | —                                                      |
| 09:10                                                  | —                                                      | Авдіївка                                               | —                                                      | 21:15                                                  |
| 11:46                                                  | —                                                      | Бердянськ                                              | —                                                      | 18:00                                                  |

Актуальний розклад руху вказано у розділі «Розклад руху призначених поїздів» на офіційному вебсайті «Укрзалізниці».

## Склад поїзда
На маршруті курсує два склади поїзда формуванням ПКВЧ-1 станції Київ-Пасажирський.
Поїзду встановлена схема з 16 вагонів:
- Київ — Бердянськ
  - 5 купейних;
  - 1 вагони класу Люкс;
  - 4 плацкартних.

- Київ — Авдіївка
  - 2 купейних;
  - 4 плацкартних.

У складі поїзда, під час курортного сезону 2019 року, курсували 2 вагони безпересадкового сполучення Мінськ — Бердянськ, з 2020 року — не призначалися через пандемію COVID-19 та тимчасове закриття кордонів.
Схема поїзда може відрізнятися від наведеної в залежності від сезону (зима, літо). Актуальну схему на конкретну дату можна подивитися в розділі «Оn-line резервування та придбання квитків» на офіційному вебсайті АТ «Укрзалізниця». 
Нумерація вагонів по прибутті/відправленні по станції Київ-Пасажирський — зі східної сторони вокзалу.
На літній період щороку також призначається додатковий Нічний швидкий поїзд № 228/227 сполученням Київ — Бердянськ, що прямує через станції Пологи, Чаплине, Дніпро-Головний, Кам'янське-Пасажирське, Імені Тараса Шевченка, Біла Церква, Фастів I.